# My Name Is (single)
"My Name Is" is een single van The Slim Shady LP, het commerciële debuut van de Amerikaanse rapper Eminem. De track scoorde goed in de hitlijsten en was de internationale doorbraak voor de rapper. Het nummer werd geproduceerd door Dr. Dre.

## Charts
| Chart                           | Hoogste positie |
| ------------------------------- | --------------- |
| Australische ARIA Single Top 50 | 13              |
| Belgische Ultratop 50           | 33              |
| Duitse Single Top 100           | 37              |
| Engelse Single Top 75           | 1               |
| Franse Single Top 100           | 70              |
| Nederlandse Top 40              | 12              |
| Nieuw-Zeeland Single Top 40     | 4               |
| Oostenrijkse Single Top 75      | 24              |
| VS Billboard Hot 100            | 36              |
| Zweedse Single Top 60           | 16              |
| Zwitserse Single Top 100        | 29              |

## NPO Radio 2 Top 2000
| Nummer met noteringen in de NPO Radio 2 Top 2000 | '18  | '19  | '20  | '21  | '22  | '23  | '24  |
| ------------------------------------------------ | ---- | ---- | ---- | ---- | ---- | ---- | ---- |
| My Name Is                                       | 1307 | 1754 | 1978 | 1870 | 1570 | 1396 | 1770 |

1. ↑  Een vetgedrukt getal geeft de hoogste notering aan.
2. ↑  2018 was het eerste jaar met een notering voor dit nummer.

- MusicBrainz release group: 3b0814f1-da11-3b94-8939-4d4fbd9082ff
- MusicBrainz work: 628e2975-3a72-43f7-b228-0e01a7133c2b